# Euderus set
Espèce
Euderus set est une espèce d'insectes hyménoptères de la famille des Eulophidae, originaire du Sud-Est des États-Unis (Géorgie, Floride, Mississippi, Louisiane et Texas) et capable de modifier le comportement de ses victimes.
C’est un parasitoïde de Bassettia pallida et d’au moins six autres guêpes à galles qui parasitent des chênes sempervirents, notamment Quercus virginiana et  Quercus geminata.

## Systématique
L'espèce Euderus set a été décrite en 2017 par les entomologistes et parasitologues américains Scott P. Egan (d), Kelly L. Weinersmith (d) et Andrew A. Forbes (d) dans une publication rédigée avec d'autres scientifiques.

## Description

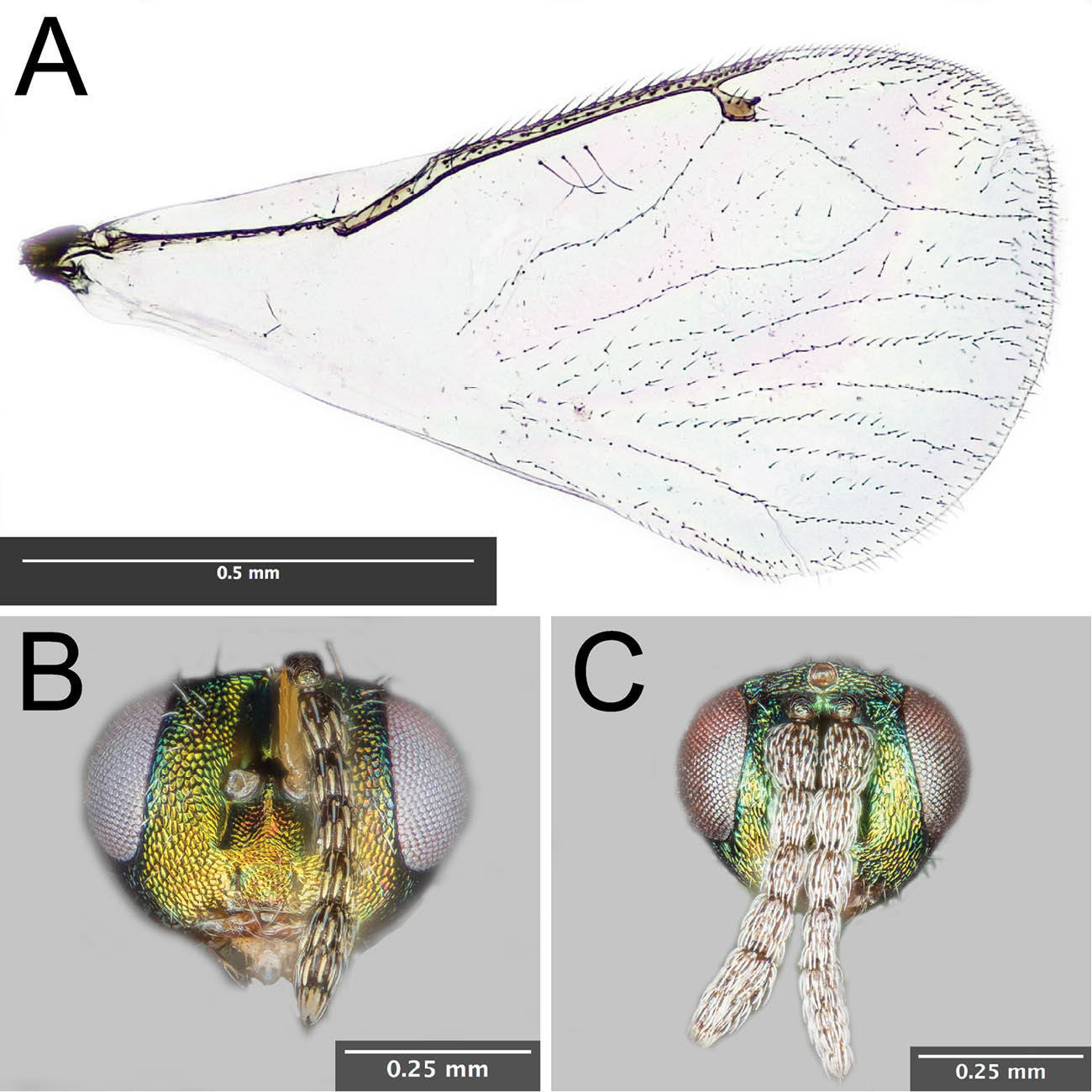
A : aile d’un mâle, B : tête d’une femelle, C : tête d’un mâle.

C’est une guêpe de couleur turquoise ou bleu irisé de petite taille : 1,6 à 2,3 mm de long pour les femelles et 1,2 à 1,6 mm pour les mâles.
Les femelles recherchent les galles créées par les larves de Bassettia pallida et déposent un œuf à l’intérieur de la galle. Lorsque l’œuf éclot, la larve d’Euderus set pénètre dans la larve de Bassettia pallida et la manipule ensuite pour accélérer son développement, la faire se métamorphoser en adulte et remonter à la surface en creusant un tunnel plusieurs mois avant qu’elle n’ait l’habitude de le faire. Une fois le tunnel creusé, elle reste figée dans cette position et bloque le passage, protégeant ainsi la larve d’Euderus set. Celle-ci, dont les mâchoires ne sont généralement pas assez puissantes pour percer la galle, mange alors le corps de Bassettia pallida en finissant par la tête. Cela se produit au printemps, après avoir hiverné dans la galle.

## Étymologie
Son épithète spécifique, set, fait référence au dieu égyptien Seth dont l'histoire mythologique rappelle la biologie des espèces du genre Euderus. Seth était le dieu du mal et du chaos et avait le contrôle d'animaux maléfiques comme les hyènes et les serpents, de la même façon que les espèces Euderus manipule le comportement de leurs hôtes. Seth aurait également piégé son frère Osiris dans une crypte pour le tuer, récupérant plus tard son corps pour le découper en petits morceaux, ce qui correspond également à Euderus set, qui tue son hôte dans une cavité, et dévore l'hôte de l'intérieur vers l'extérieur, laissant des sections importantes de l'exosquelette (c'est-à-dire des parties du corps) hachées et distribuées dans cette cavité. 

## Publication originale
- (en) Scott P. Egan, Kelly L. Weinersmith, Sean Liu, Ryan D. Ridenbaugh, Y. Miles Zhang et Andrew A. Forbes, « Description of a new species of Euderus Haliday from the southeastern United States (Hymenoptera, Chalcidoidea, Eulophidae): the crypt-keeper wasp », ZooKeys, Sofia, Pensoft Publishers (d), vol. 645, no 645,‎ 12 janvier 2017, p. 37-49 (ISSN 1313-2989 et 1313-2970, OCLC 248547717, PMID 28228666, PMCID 5299223, DOI 10.3897/ZOOKEYS.645.11117, lire en ligne).